# Portrait de Bianca Cappello
Le portrait de Bianca Cappello est une fresque détachée (75 × 52 cm) réalisée par l'atelier du peintre italien Alessandro Allori, datable de 1560 à 1585 environ et conservée dans la Galerie des Offices à Florence. 

## Histoire et description
La fresque a été trouvée dans l'église de Santa Maria in Olmi à Borgo San Lorenzo où elle a été détachée en 1871. La Grande-Duchesse avait séjourné ici avec François Ier de Médicis et s'était probablement fait représenter à cette occasion. Considéré à l'époque comme le portrait le plus expressif parmi les nombreux de Bianca Capello, il a été placé dans la Tribune des Offices, où il est resté jusqu'à la récente restauration du musée (depuis 2010, il se trouve dans la salle de la Contre-réforme). 
Des études plus récentes ont mis en doute les premières hypothèses, comme celle de Langedijk qui parlait plutôt d’un portrait d’Isabelle de Médicis, sur la base de comparaisons avec d’autres portraits de l’époque, et réalisé non par Allori, mais l’un de ses assistants. Lecchini Giovannoni a proposé une date de réalisation après 1560. 
En tout état de cause, la femme noble représentée a un statut social élevé, comme en témoigne la richesse de la parure et des bijoux. La pose de trois-quarts avec le visage tourné vers le spectateur, mais toujours très composée et bien construite, renvoie inévitablement aux portraits officiels de Bronzino, modèle fondamental jusqu’à l’époque de Ferdinand Ier de Médicis.

## Autres portraits de Bianca Cappello

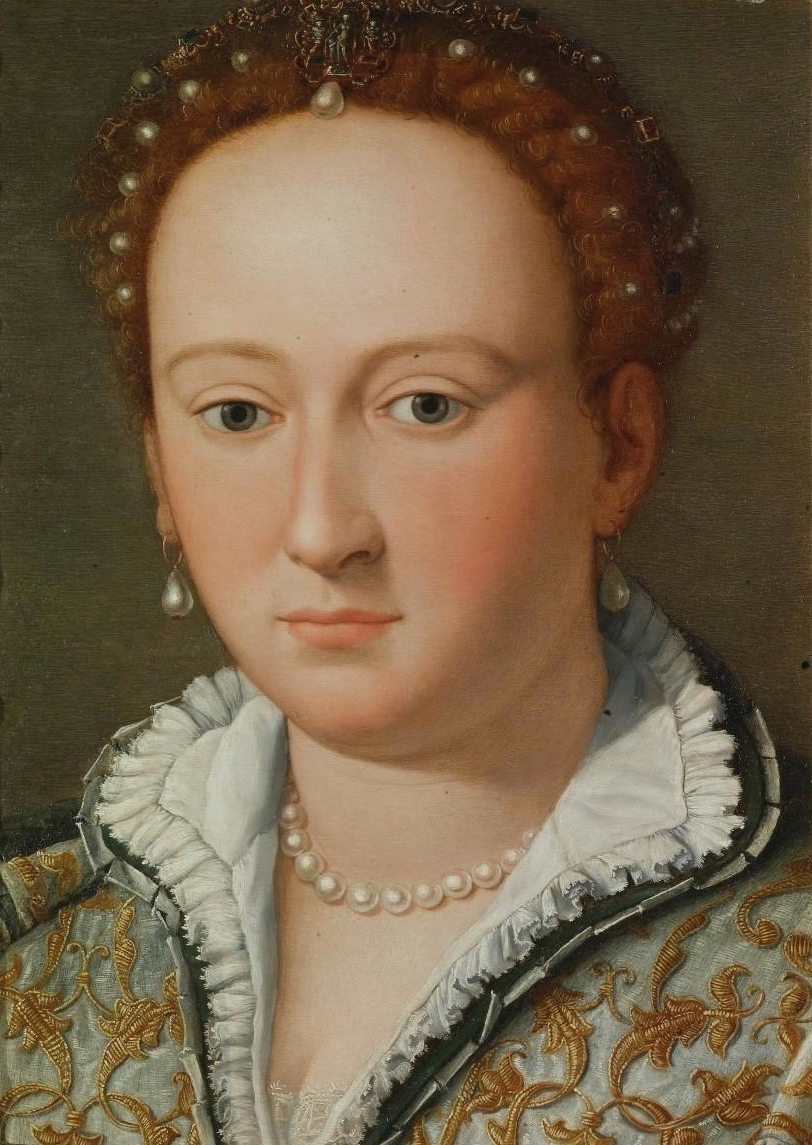
Attribué à Allori
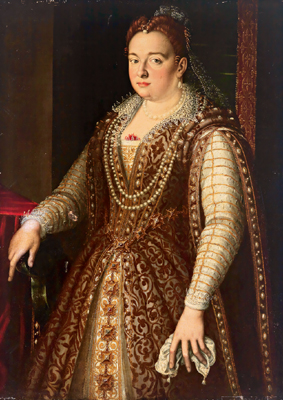
Attribué à Allori
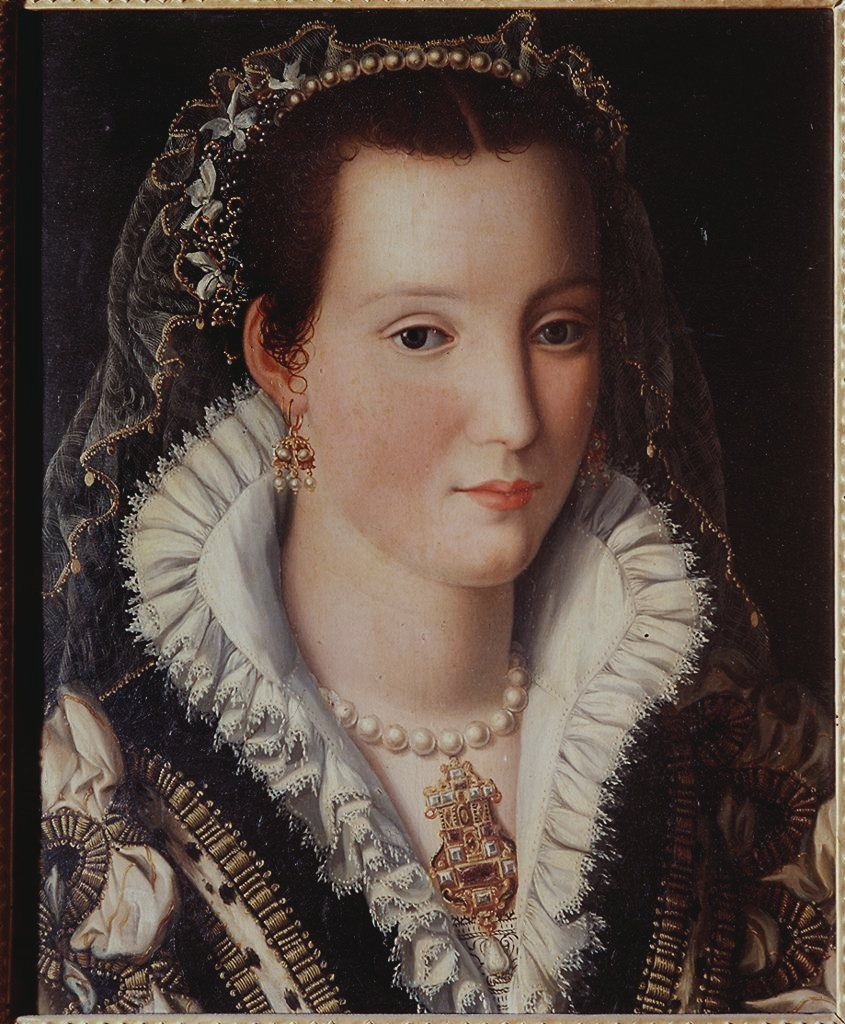
Auteur inconnu
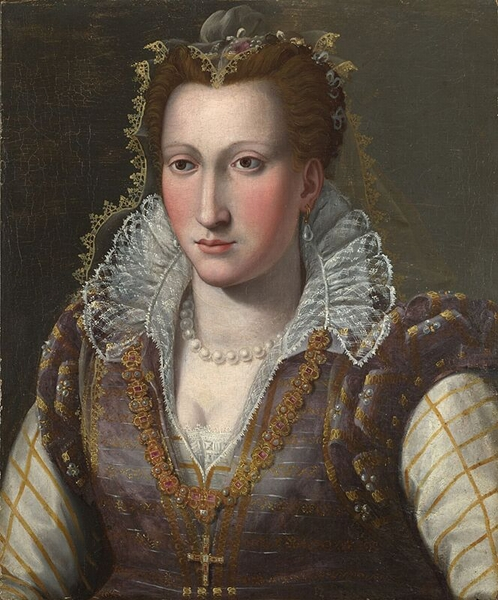
Attribué au Bronzino, identification incertaine
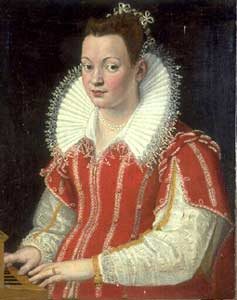
De Lavinia Fontana